# مقياس تجزيئي

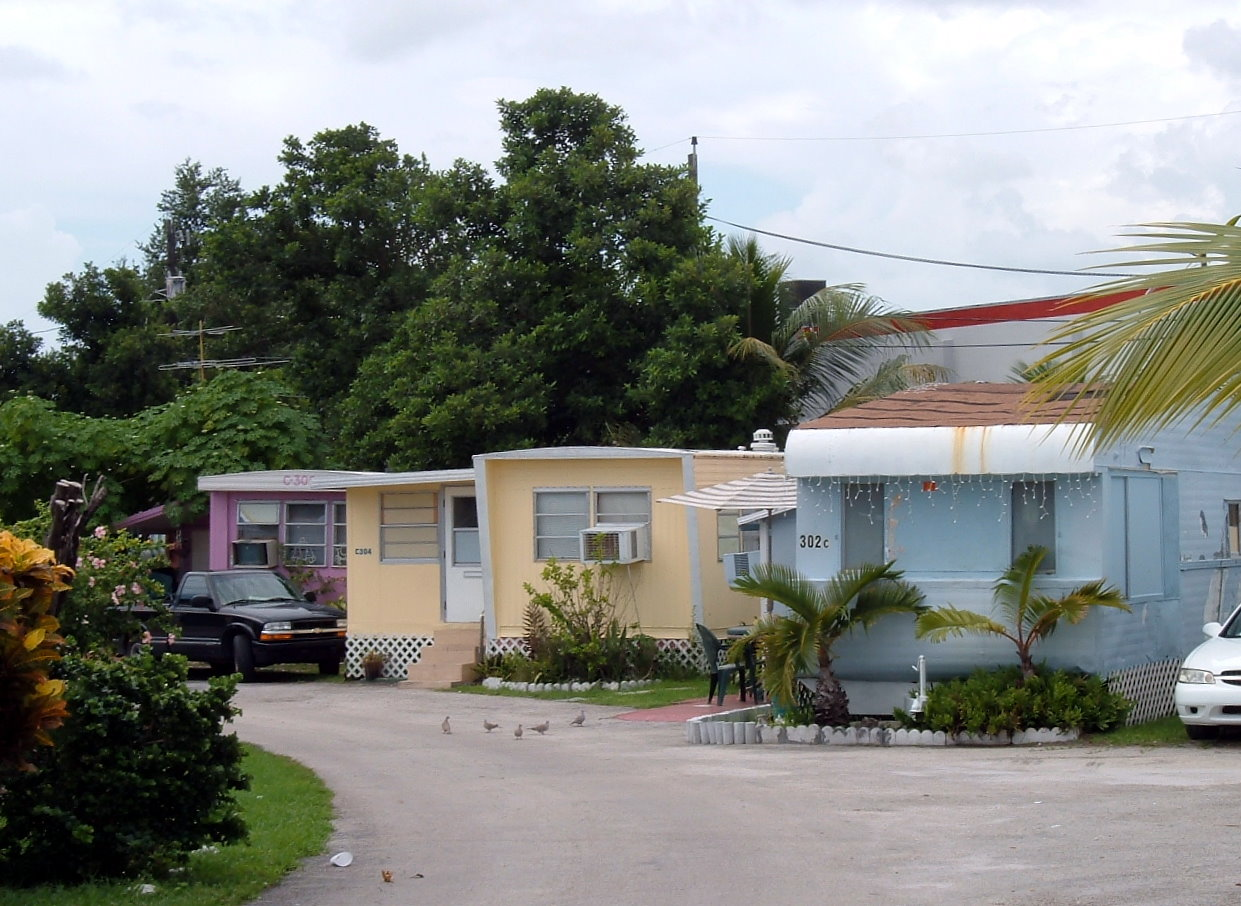

المقياس التجزيئي أو المقياس التفصيلي هو كل نظام أو جهاز يُمَكِّن للمالك، أو شركة إدارة الممتلكات، جمعية سكنية، جمعية أصحاب المنازل، أو غيرها من الممتلكات متعددة المستأجرين، للحصول على قياسات فردية لاستهلاك خدمة ما، كاستخدام عدادات المياه الفردية وعدادات الغاز، أو عدادات الكهرباء. قد يطلق مصطلح القياس التجزيئي على كل نظام أو جهاز متكامل يُمَكِّن من رصد لمجموعة من قياسات مختلفة، كل على حدة، داخل مبنى أو فضاء مغلق، كاستهلاك الكهرباء، درجة الحرارة، الرطوبة، الإضاءة، إلخ.